# وعلان خيمي
وعلان خيمي (الاسم العلمي: Commelina umbellata) هو نوع من النباتات يتبع جنس الوعلان من الفصيلة الوعلانية.